# Люблю смотреть на девушек
«Люблю смотреть на девушек» (фр. J’aime regarder les filles) — французская кинокомедия, вышедшая в 2011 году.

## Сюжет
Примо — сын небогатого провинциального цветочника, он учится и снимает комнату за родительский счёт в Париже. Чтобы попасть в университет Примо предстоит сдать выпускные экзамены, но хорошо учиться ему мешают работа по ночам, а также встреча с Габриэль — дочерью состоятельных родителей. Примо желает скрыть своё истинное материальное положение, и поэтому придумывает себе ложную родословную.
Но правда все же раскрывается, и принять Примо таким, какой он есть, способна лишь другая девушка, к которой герой, казалось бы, не испытывает чувств, но которая влюбляется в него по-настоящему.

## В ролях
| Актёр        | Роль                 |
| ------------ | -------------------- |
| Пьер Нине    | Примо                |
| Одри Бастьен | Дельфина             |
| Лу де Лааж   | Габриэль             |
| Али Мархьяр  | Малик                |
| Тома Шаброль | профессор математики |

## Награды и номинации
- 2012 — номинация на премию «Сезар» в категории «Самый многообещающий актёр» (Пьер Нине)